# أبو عبد الله محمد السادس
أبو عبد الله محمد السادس (1320 - 1362) هو محمد بن إسماعيل بن بن محمد بن فرج بن إسماعيل بن يوسف. من بني نصر أو بني الأحمر المنحدرة من قبيلة الخزرج القحطانية، حكم مملكة غرناطة في الأندلس بين عامي (1360 - 1362).